# Rhinebeck (Village)
Rhinebeck ist ein Village in der Town of Rhinebeck im Dutchess County des US-Bundesstaates New York. Zum Zeitpunkt des United States Census 2010 hatte Rhinebeck 2657 Einwohner. Es ist Teil der Poughkeepsie–Newburgh–Middletown, NY Metropolitan Statistical Area sowie der New York–Newark–Bridgeport, NY-NJ-CT-PA Combined Statistical Area.
Der ZIP-Code Rhinebecks lautet 12572.

## Geographie
Nach den Angaben des United States Census Bureaus hat das Village eine Gesamtfläche von 4,0 km2, wovon 0,05 km2 (oder 1,31 %) Gewässer entfallen.
Über den U.S. Highway 9 sind es in südlicher Richtung 27 km nach Poughkeepsie und in nördlicher Richtung 8 km nach Red Hook sowie 42 km nach Hudson. Rhinecliff mit der Amtrak-Station liegt drei Kilometer weiter westlich, am Ufer des Hudson River.

## Demographie
Zum Zeitpunkt des United States Census 2000 bewohnten 3077 Personen Rhinebeck. Die Bevölkerungsdichte betrug 734,4 Personen pro km2. Es gab 1463 Wohneinheiten, durchschnittlich 348,7 pro km2. Die Bevölkerung in Rhinebeck bestand zu 94,54 % aus Weißen, 1,92 % Schwarzen oder African Americans, 0,16 % Native Americans, 1,14 % Asians, 0 % Pacific Islanders, 1,14 % gaben an, anderen Ethnienanzugehören und 1,10 % nannten zwei oder mehr Ethnien. 3,96 % der Bevölkerung erklärten, Hispanos oder Latinos jeglicher Ethnie zu sein.
Die Bewohner Rhinebecks verteilten sich auf 1376 Haushalte, von denen in 19,7 % Kinder unter 18 Jahren lebten. 40,7 % der Haushalte stellten Verheiratete, 7,5 % hatten einen weiblichen Haushaltsvorstand ohne Ehemann und 49,8 % bildeten keine Familien. 43,6 % der Haushalte bestanden aus Einzelpersonen und in 22,7 % aller Haushalte lebte jemand im Alter von 65 Jahren oder mehr alleine. Die durchschnittliche Haushaltsgröße betrug 2,00 und die durchschnittliche Familiengröße 2,78 Personen.
Die Bevölkerung verteilte sich auf 18,9 % Minderjährige, 4,8 % 18–24-Jährige, 23,3 % 25–44-Jährige, 24,2 % 45–64-Jährige und 28,7 % im Alter von 65 Jahren oder mehr. Der Median des Alters betrug 47 Jahre. Auf jeweils 100 Frauen entfielen 80,6 Männer. Bei den über 18-Jährigen entfielen auf 100 Frauen 70,5 Männer.
Das mittlere Haushaltseinkommen in Rhinebeck betrug 41.639 US-Dollar und das mittlere Familieneinkommen erreichte die Höhe von 57.000 US-Dollar. Das Durchschnittseinkommen der Männer betrug 46.653 US-Dollar, gegenüber 40.058 US-Dollar bei den Frauen. Das Pro-Kopf-Einkommen belief sich auf 28.773 US-Dollar. 9,2 % der Bevölkerung und 3,4 % der Familien hatten ein Einkommen unterhalb der Armutsgrenze, davon waren 10,7 % der Minderjährigen und 6,4 % der Altersgruppe 65 Jahre und mehr betroffen.

## Nennenswerte Personen
- John Alvin, Filmplakatkünstler

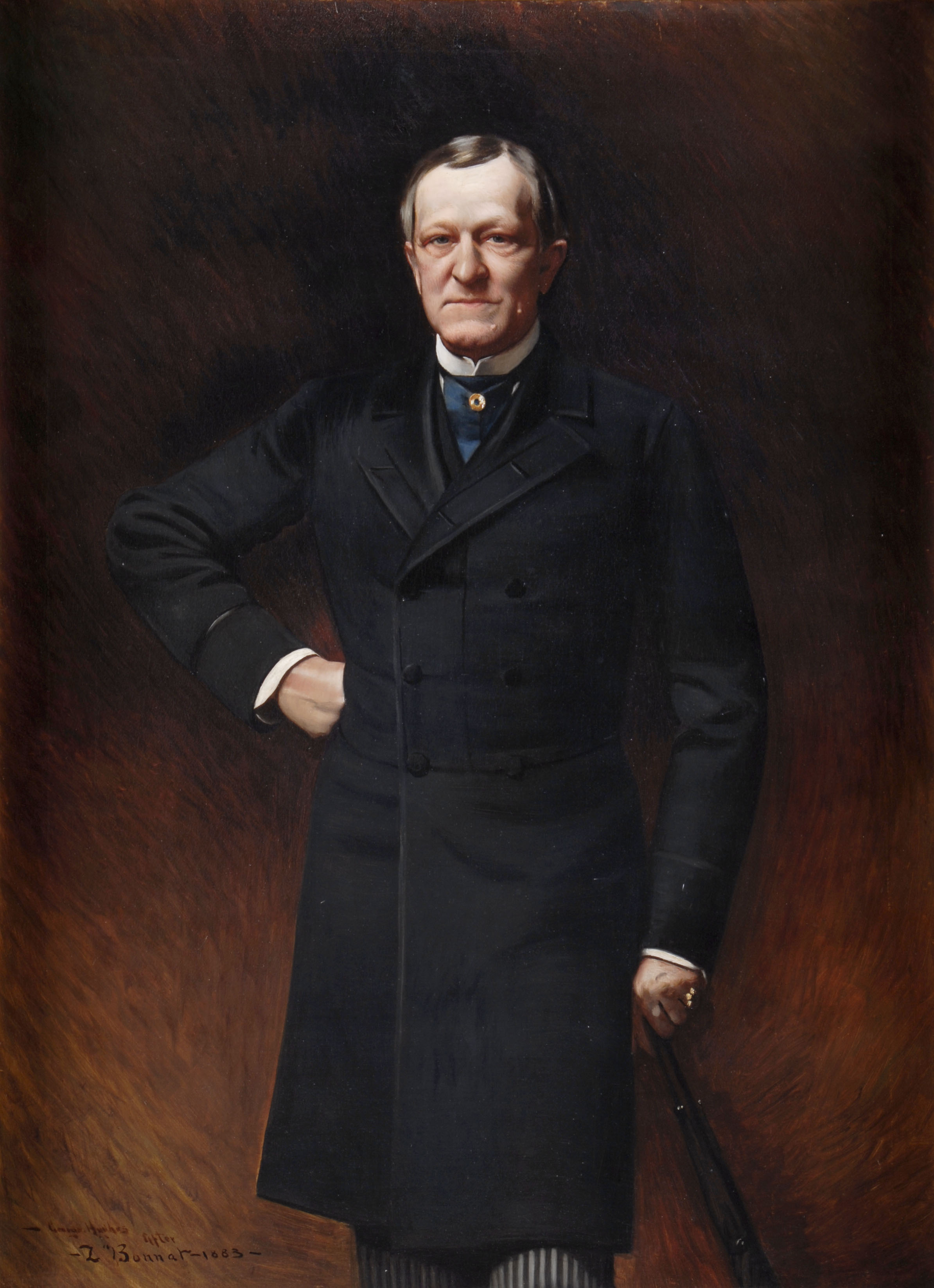
US-Vizepräsident Levi P. Morton, ist in Rhinebeck verstorben

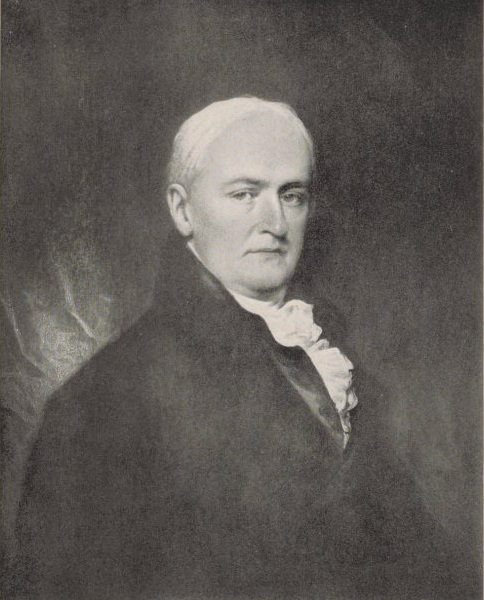
Jacob Radcliff

- Alexander Ahab Arnold, Speaker der Wisconsin State Assembly
- John Jacob Astor IV, Autor und Geschäftsmann, berühmt geworden als Opfer beim Untergang der Titanic
- Todd DeZago, Comic-Autor und Miterschaffer von The Perhapanauts
- Amy Goldman Fowler, Gärtner und Pflanzenzüchter
- James Gurney, Zeichner und Schöpfer der Dinotopia-Buchreihe
- Annie Leibovitz, Photograph
- Joseph Mazzello, Schauspieler
- Jeffrey Dean Morgan, Schauspieler
- Levi P. Morton, 22. Vizepräsident der Vereinigten Staaten, hier verstorben und beerdigt
- Richard Nelson, Autor, Dramatiker und Librettist
- John A. Quitman, 10. und 16. Gouverneur von Mississippi, Kongressabgeordneter[4]
- Jacob Radcliff, Bürgermeister von New York City zu Beginn des 19. Jahrhunderts
- Emma Roberts, Schauspielerin
- Paul Rudd, Schauspieler
- Anthony “Fat Tony” Salerno, einstiger Kopf der Genovese-Familie, verbrachte in den 1970er und 1980er Jahren, vor seiner Inhaftierung, einen Großteil seiner Zeit auf seiner 100 Acre großen Pferderanch
- Ramona Singer, The Real Housewives of New York City
- Margaret Suckley, Cousine von Franklin Delano Roosevelt
- Rufus Wainwright, Singer-Songwriter, hier 1973 geboren